# アイアンマウス
アイアンマウス（Ironmouse）は、プエルトリコのVTuber、Twitch配信者。2017年に活動を開始し、2020年から2025年までVShojoに所属していた。Twitchには200万人以上のフォロワーがおり、Twitchで最もフォローされている英語話者のVTuberであり、2022年2月期に全てのTwitchチャンネルの中で最もアクティブな有料サブスクリプションを得た。

## 経歴
アイアンマウスは当初、オペラ歌手を志望していたが、その後、分類不能型免疫不全症（CVID、ほとんど寝たきりになり、他者から孤立したままでいる必要がある自己免疫疾患）と診断された。この状況は、2020年に新型コロナウイルス感染症の世界的流行の中で悪化した。2017年、彼女は「孤独で何かをしたかった」ため、オペラ歌手の代わりに配信者としてのキャリアを追求し始めた。インターネット上で素顔を公開することを躊躇していた彼女は、日本のエンターテイナーであるキズナアイ（自らを「バーチャルYouTuber」と呼んだ最初のYouTuber）に触発され、デジタルアバターで配信して自分の素性を隠した。
自分をキズナアイのようなVTuberと呼ぶリスナーが増えていることに気付き、彼女は自分はVTuberだと考え始めた。彼女にとってアイアンマウスの人格は「私のより大きなバージョン」であり、サタンそのものの擬人化であることが示唆されているピンクと紫の髪の角のある悪魔の姿をしたアバターは、スーパーヒーローの衣装のようなものだった。アイアンマウスの独特な高音の話し声は、CVIDの症状の結果である。彼女は、一部の人々がその声のために彼女を真剣に受け止めようとはせず、一部の仲間の配信者は自分がボイスチェンジャーを使用していないことを知ってショックを受けていたと述べた。
配信者全般、特にVTuberの成長傾向の中で、Twitchでのアイアンマウスのリスナーは2020年から2021年にかけて増加し始めた。彼女の配信からの収入の増加は、彼女がより質の高い治療を受けることを可能にした。また、状態の改善により、彼女はより定期的に長い配信を実施できるようになった。2020年11月、アイアンマウスはNyannersやプロジェクト メロディと共に、アメリカ合衆国を拠点とする新しい英語のVTuberエージェンシーであるVShojoのメンバーとなった。彼女はまた、ウェールズのYouTuberであるCDawgVAと頻繁にコラボレーションしている。
2022年2月、アイアンマウスは登録者マラソンイベントを開催した。これは、視聴者が有料サブスクリプションを購入したり、チャンネルに寄付したりするたびに時間が延長されるノンストップ配信でサブスクリプションとマラソンを組み合わせてSubathon』と呼ばれている。その配信枠は、彼女が眠っている間もオンラインのままだった。その間、動画などの他のコンテンツや、彼女の友人やゲストが出演した。2022年3月7日までの合計31日間にわたって開催されたイベントの中で、アイアンマウスはTwitchで最も多く登録者が加入した女性配信者となり、イベントの終わりまでに合計で約172,000人が加入し、当時の全てのTwitchチャンネルの中で最も多くのアクティブな加入者を得た（ただし、ルドウィグ・アーグレンが2021年に開催した同種のイベントで達成した全体的な記録には及んでいない）。Subathonは翌年の6月にも行われ前年の記録を更新。20万人以上のサブスクリプション登録者を獲得した。
StreamElementsとRainmakerのデータによると、アイアンマウスは2022年2月にTwitchで8番目に視聴された配信者だったが、VTuberが月間トップ10に入るのは初めてのことだった。イベントについてアイアンマウスは、「いつも誰かがいるような気がして、寂しさを感じなかったのはこの時だけだった。今までの人生の中で最も孤独ではなかった」と語った。
2023年12月8日に開催されたThe Game Awards 2023で、CONTENT CREATOR OF THE YEARを受賞した。
2024年9月に三度目となるSubathonを実施、Twitchのサブスクライブ数32万件を記録し、歴代のサブスクライブ人数ランキングで世界1位となる。
しかし2025年7月22日、この時に集めた寄付金50万ドル（日本円で約7400万円）がVShojoから免疫不全財団へ支払われていなかったことを告発し、VShojoから脱退した。そしてこれを引き金に他の所属者への報酬が1年近く未払いだったことが告発され、大半の所属者がVShojoを脱退し、ついにはVShojoそのものが閉鎖されることとなった。なお、その後自ら立ち上げたやり直しの寄付金クラウドファンディングでは、120万ドル（日本円で約1億7000万円）を集めている

### YouTube
2017年9月以降、アイアンマウスはYouTubeでも存在感を示しており、主にTwitch配信の切り抜きを投稿している。2020年11月と2021年2月に、それぞれ追加のチャンネルが開設された。Twitch配信のノーカット録画のコレクションであるIRONMOUSE VODSと、1分以下の切り抜きを特集したIronMouse's Shortsである。2020年9月、メインチャンネルは、チャンネル登録者数が10万人を超えたことで銀の再生ボタンを受賞した。2023年11月13日にはチャンネル登録者数が100万人を超えた。

## 受賞とノミネート
| 年   | 賞                   | 部門                                       | 結果       | 参照                 |
| ---- | -------------------- | ------------------------------------------ | ---------- | -------------------- |
| 2022 | ストリーマー賞       | Best VTuber Streamer                       | ノミネート | [ 30 ]               |
| 2022 | 第12回ストリーミー賞 | Best VTuber                                | ノミネート | [ 31 ]               |
| 2023 | ストリーマー賞       | Best Just Chatting Streamer                | ノミネート | [ 32 ]               |
| 2023 | ストリーマー賞       | Best VTuber                                | 受賞       | [ 32 ]               |
| 2023 | 第13回ストリーミー賞 | Streamer of the Year                       | ノミネート | [ 33 ]               |
| 2023 | 第13回ストリーミー賞 | Best VTuber                                | ノミネート | [ 33 ]               |
| 2023 | The Game Awards 2023 | Content Creator of the Year                | 受賞       | [ 34 ]               |
| 2023 | VTuber賞             | Vtuber of the Year                         | 受賞       | [ 35 ] [ 36 ] [ 37 ] |
| 2023 | VTuber賞             | Miss Vtuber                                | 受賞       | [ 35 ] [ 36 ] [ 37 ] |
| 2023 | VTuber賞             | Best Streamed Event （Ironmouse Subathon） | 受賞       | [ 35 ] [ 36 ] [ 37 ] |
| 2023 | VTuber賞             | Best Concert Event （Candy Pop Explosion） | ノミネート | [ 35 ] [ 36 ] [ 37 ] |
| 2024 | ストリーマー賞       | Streamer of the Year                       | ノミネート | [ 38 ]               |
| 2024 | ストリーマー賞       | Best Vtuber                                | 受賞       | [ 38 ]               |